# Береке (Келесский район)
Береке (каз. Береке, до 2002 г. — Коминтерн) — село в Келесском районе Туркестанской области Казахстана. Входит в состав Ошактинского сельского округа. Код КАТО — 515477500.

## Население
В 1999 году население села составляло 1569 человек (785 мужчин и 784 женщины). По данным переписи 2009 года, в селе проживало 1877 человек (957 мужчин и 920 женщин).